# Битва на реке Иори
Битва на реке Ио́ри, известная также как Какабе́тское сражение, — произошла 7 (19) ноября 1800 года, в ходе которой вторгшееся в пределы Картли-Кахетинского царства (Грузии) войско Умма-хана аварского, находившегося вкупе с оппозиционным грузинским царевичем Александром, потерпело сокрушительное поражение от двух русских батальонов генерал-майоров Ивана Лазарева и Василия Гулякова совместно с грузинским ополчением царевичей Иоанна и Баграта.
В значительной мере под впечатлением битвы на реке Иори умирающий картли-кахетинский царь Георгий XII окончательно изъявил волю своего государства вступить в российское подданство.

## Предпосылки
В конце XVIII века Картли-Кахетинское царство (Грузия) было объектом частых нападений со стороны Персидской и Османской (со стороны Ахалциха) империй, а также систематических набегов северокавказских горцев. Это наносило невосполнимый ущерб как материальным, так и людским ресурсам Грузии. В то же время в самом царстве происходила междоусобная борьба в среде царствующей династии Багратионов, которая приобрела особый оборот после смерти в 1798 году царя Ираклия II и вхождения на престол его сына от 2-го брака ― Георгия XII. Несмотря на то, что набеги горцев причиняли значительный урон его царству, Георгий для защиты себя от своих мятежных братьев вынужден был содержать на службе за приличное жалование до 7 тыс. тех же горцев (корпус Лезгин), игнорируя их своевольства (включая грабежи и насилия) даже в самом Тифлисе. Самому влиятельному из дагестанских владетелей того времени ― Умма-хану V (Омар-хану) аварскому Георгий вынужден был выплачивать ежегодную дань (в виде подарка) в размере 5000 руб. только для того, чтобы он не беспокоил его царство набегами, однако отдельные дагестанские владетели продолжали совершать частные набеги на грузинские земли. Народ облагался непосильными налогами, а централизация царской власти была до крайней степени фактически упразднённой.

Всякий царевич, всякая царица, царевна, каждый родственник царский мог давать от себя, так называемый барат (указ), на отнятие у купца, у крестьянина того, что у него лучшее…— Всеподданнейший рапорт ген.-л. Кнорринга, от 28 июля 1801 года, за № 1
Плюс ко всему, в начале 1798 года в Восточной Грузии стремительно развивалась эпидемия чумы (моровая язва). В виду всех этих невзгод многие жители попросту покидали страну.
В то же время, русский император Павел ещё не признавал Георгия царём Картли-Кахетинского царства и, вопреки Георгиевскому трактату, заключённому в 1783 году Екатериной II и Ираклием II (по прошению последнего) о переходе Грузии под протекторат России, Павел отказывался оказывать какую-либо помощь закавказскому государству. В 1798 году персидский шах Фетх-Али (Баба-хан или Бабад-хан) предложил Георгию своё покровительство, в противном же случае, дал знать, что персидская армия вновь опустошит его землю и столицу. Не надеясь на Россию, Георгий в том же году тайно отправил к турецкому султану Абдул-Хамиду I князя Аслан-Орбелиани с прошением о принятии Грузии под покровительство Порты. Однако в то время, когда последний ещё находился в Ахалцихе, из Санкт-Петербурга в Тифлис прибыл сын Георгия Давид, который сообщил отцу о «милостивом расположении к Грузии императора Павла». Георгий тут же велел вернуть Орбелиани, а к Павлу отправил то же прошение и, разъяснив ситуацию, просил прислать 3 тыс. (в другом прошении — 5 тыс.) русских солдат «с оружием и со всею воинскою принадлежностью».

## Отправка русских войск в Грузию
23 февраля (4 марта) 1798 года последовал Высочайший рескрипт об отправке в Грузию егерского генерал-майора Лазарева полка. Полк был снаряжён и обеспечен всем необходимым (новые штуцеры, боеприпасы, комиссариатское довольствие, обоз и пр.), а также был тщательно инспектирован.
20 октября (1 ноября) 1799 года Лазарев со своим полком, командой казаков и артиллерийской командой при 4 орудиях, а также с 2 орудиями для грузинских войск выступил из Моздока. Переход через Кавказский хребет сопровождался большими трудностями. В горах стоял мороз и были сильные метели, а сама дорога не была до конца приспособлена для движения артиллерии и повозок. Во время перестрелки с горцами (кистинцами или ингушами) погиб унтер-офицер. Один офицер умер от болезни.

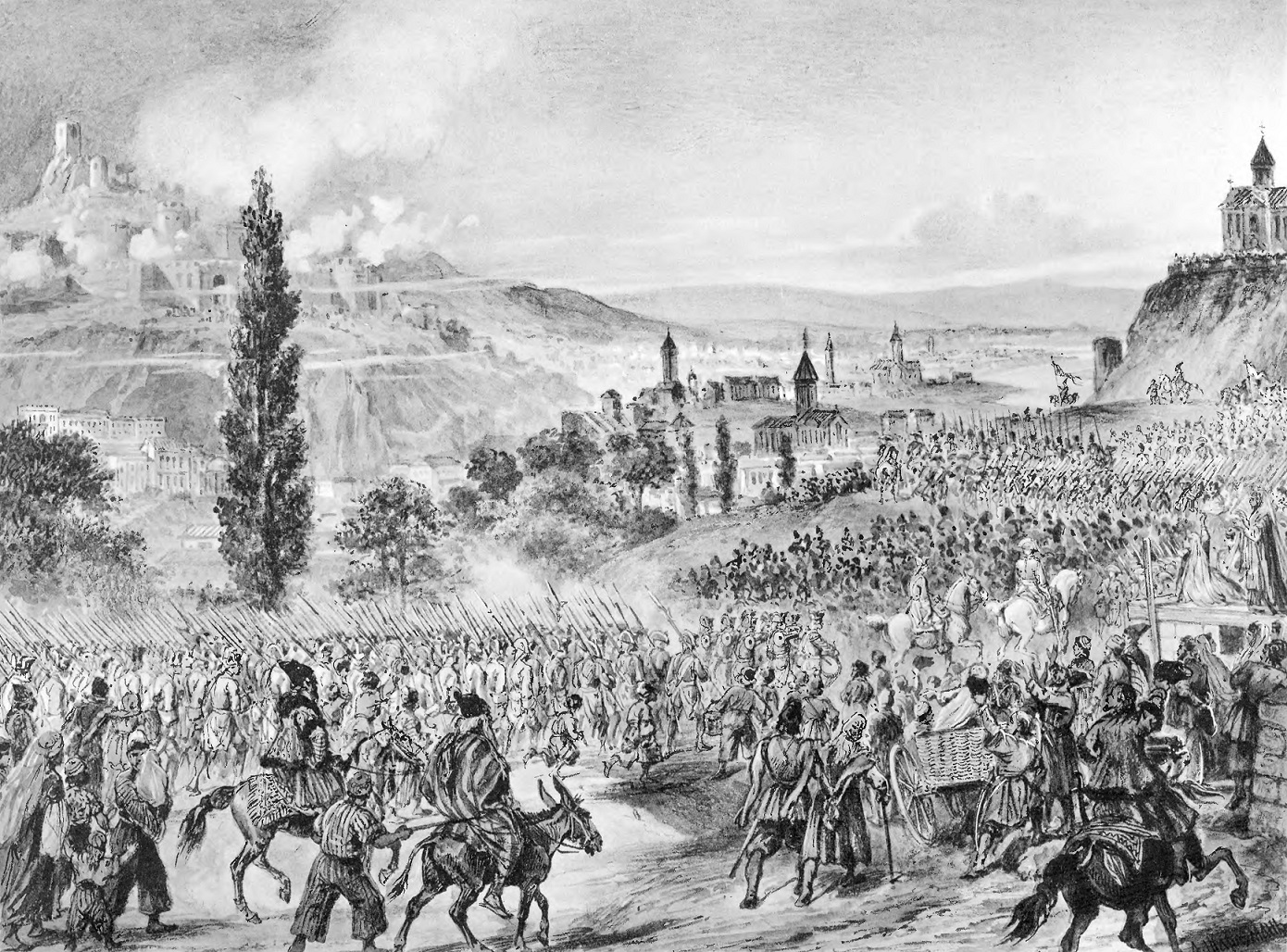
Вступление егерского генерал-майора Лазарева полка в Тифлис 26 ноября 1799 года.

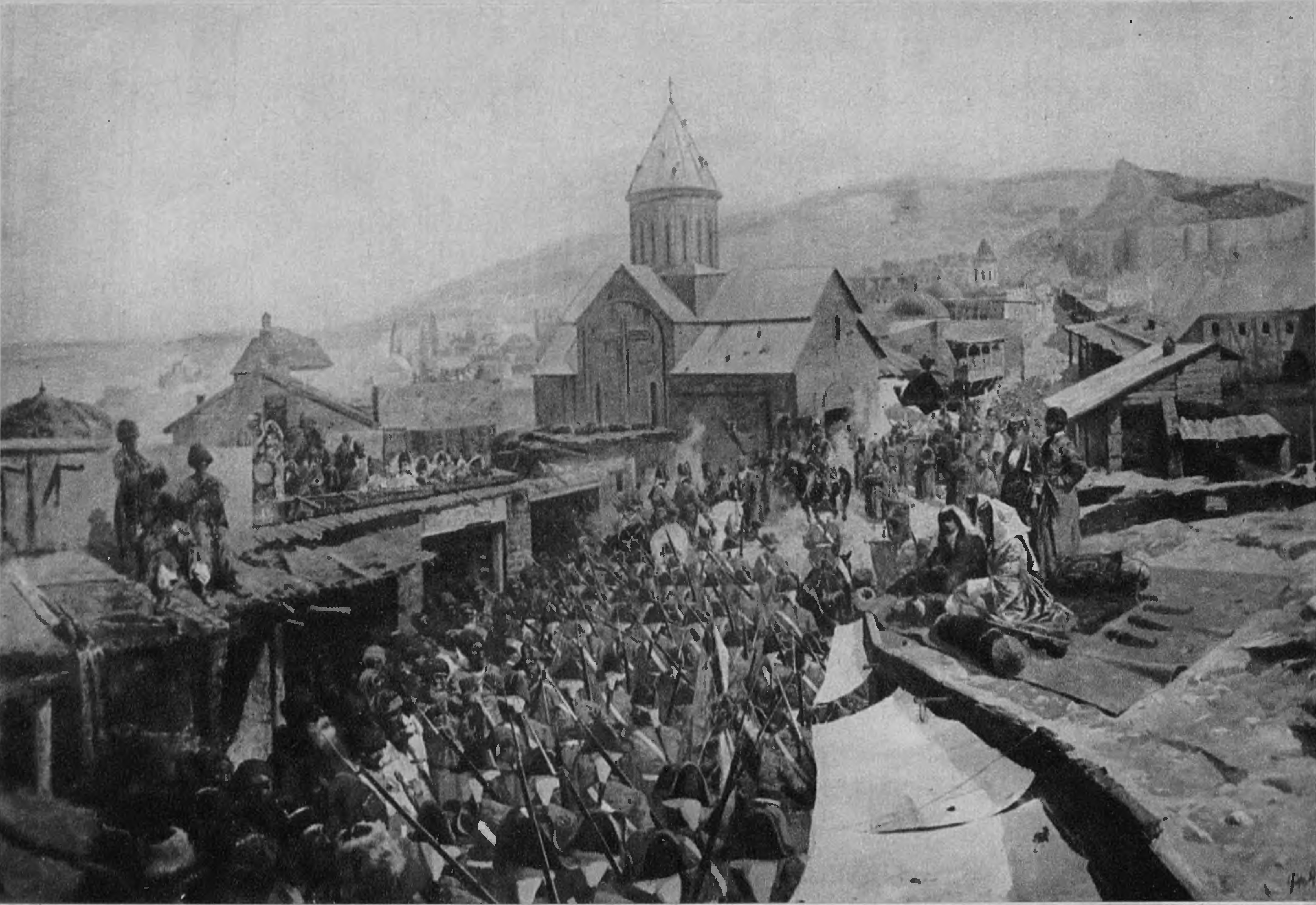
Генерал-майор Лазарев вводит егерский полк в Тифлис 26 ноября 1799 года.

Поход длился 36 дней. Когда 26 ноября (7 декабря) 1799 года полк в числе 885 человек при параде находился в 3 вёрстах от Тифлиса, ему навстречу в сопровождении царевичей, светской и духовной свиты вышел Георгий XII. Посмотреть на прибытие русского полка собрались более 10 тыс. жителей. Полк построился в линию и под барабанный бой громогласным «Ура» приветствовал царя Георгия. Народ, «не сдерживая больше нахлынувшего чувства, живой волной охватил егерей, расстроил их ряды и братским целованием приветствовал пришедших». В тот же день под колокольный звон и орудийные залпы полк вошёл в Тифлис.
В то же время персидский шах Фетх Али продолжал считать территорию Грузии владением Персидской империи, намереваясь вновь напасть на Тифлис. Находившийся там полномочный министр статский советник П. И. Коваленский посылал в Тегеран письма, в которых выражал надежды на сохранение дружеских отношений между двумя державами, и ссылаясь на трактат 1783 года, предостерегал вторжение персидских войск в Грузию. Однако персидское войско под формальным предводительством Аббас-Мирзы всё же выступило в направлении Закавказья. В лагерь персов прибыл, находившийся до того в Карсе, оппозиционный царевич Александр (брат Георгия XII), в надежде решить свои проблемы в Грузии при помощи персидских войск. 10 (22) июня 1800 года в Тифлис прибыли послы от Аббас-Мирзы с фирманом от Фетх Али-шаха. Послы настаивали на секретной аудиенции с царём, но Георгий отказал им в этом, и принял их в доме Коваленского в присутствии Лазарева и всех офицеров егерского полка. Тогда посол открыто изложил требования шаха о полном подчинении ему Грузии, в противном случае угрожая очередным нашествием персидских войск на Тифлис.
Сразу после того, как об этом стало известно в Петербурге, начальник кавказской дивизии генерал-лейтенант барон К. Ф. Кнорринг 10 (22) июля получил предписание подготовить к отправке в Грузию 9 батальонов пехоты, 10 эскадронов драгун и артиллерию. Однако вскоре стало известно, что персидское войско, ограничившись разграблением Эчмиадзинского монастыря, повернуло назад и ушло за р. Аракс. В то же время П. И. Коваленский в своём письме от 21 августа (2 сентября) тайному советнику С. Л. Лашкарёву выражал мнение, что русских войск в Грузии явно недостаточно, в частности отмечая:
…для утверждения внешних сношений, которые учредятся деятельнее, когда будут войска, нежели при одной политике, там, где оная без штыка в руках нимало неуважаема.— Письмо Коваленского Лошкарёву от 21 августа 1800 года 
Вскоре было принято решение направить в Грузию только мушкетёрский генерал-майора Гулякова полк с казачьей сотней и 4 орудиями. На случай же крайней необходимости часть русских войск на Кавказской линии близ Моздока оставалась в полной готовности к немедленному выступлению. 25 августа (6 сентября) 1800 года Гуляков выступил из Моздока и 23 сентября (5 октября) прибыл в Тифлис. Мушкетёрский полк был встречен не менее торжественно, чем прибывший до него егерский.
Пребывание же русских войск в Грузии предназначалось исключительно только для защиты её от внешних врагов. В том же случае, если в ней начнутся междоусобные распри, то, во избежание вовлечения в них русских частей, рескриптом от 29 октября (10 ноября) их предписывалось немедленно вывести из Грузии.

## Вторжение Умма-хана аварского в Грузию

### Просьба Умма-хана о принятии в Российское подданство
Ещё в начале августа 1800 года от Умма-хана аварского в Моздок прибыл его посол Хаджи-Муса с просьбой, адресованной к императору Павлу, о принятии Аварского ханства под покровительство России. В донесении от 3 (15) августа Кнорринг просил Павла разрешить отправить к нему аварского посла, и рескриптом от 7 сентября (26 августа) Павел дал разрешение на прибытие последнего в Санкт-Петербург. При этом было принято решение, что в случае вступления Умма-хана с его владениями в русское подданство, ту сумму (5 тыс. руб.), которую грузинский царь платил ему ежегодно, будет выплачивать российское правительство как пожизненный пенсион, в «награду за его верность». Однако в конце августа, именно в то время, когда данное разрешение уже находилось в пути, Умма-хан с войском двинулся к грузинским границам.

### План по захвату Тифлиса
Был составлен план нападения на Тифлис, согласно которому: Александр с 2 тыс. должен был занять Сагареджо (около 50 вёрст от Тифлиса), остальная часть войска разделялась на две группировки, одна из которых должна была идти напрямую к Тифлису и попытаться взять его, а другая, форсировав р. Куру (на правый берег) и соединившись с войсками имеретинского царя Соломона II, оппозиционными братьями Георгия — Юлоном, Вахтангом и Фарнавазом (Парнаозом), объединёнными силами подступить к Тифлису с запада. В случае, если первая группировка не сможет взять его, то предполагалось совершить это совместно с объединёнными силами второй.

### Переписка Лазарева с Умма-ханом и Александром, и движение их войск

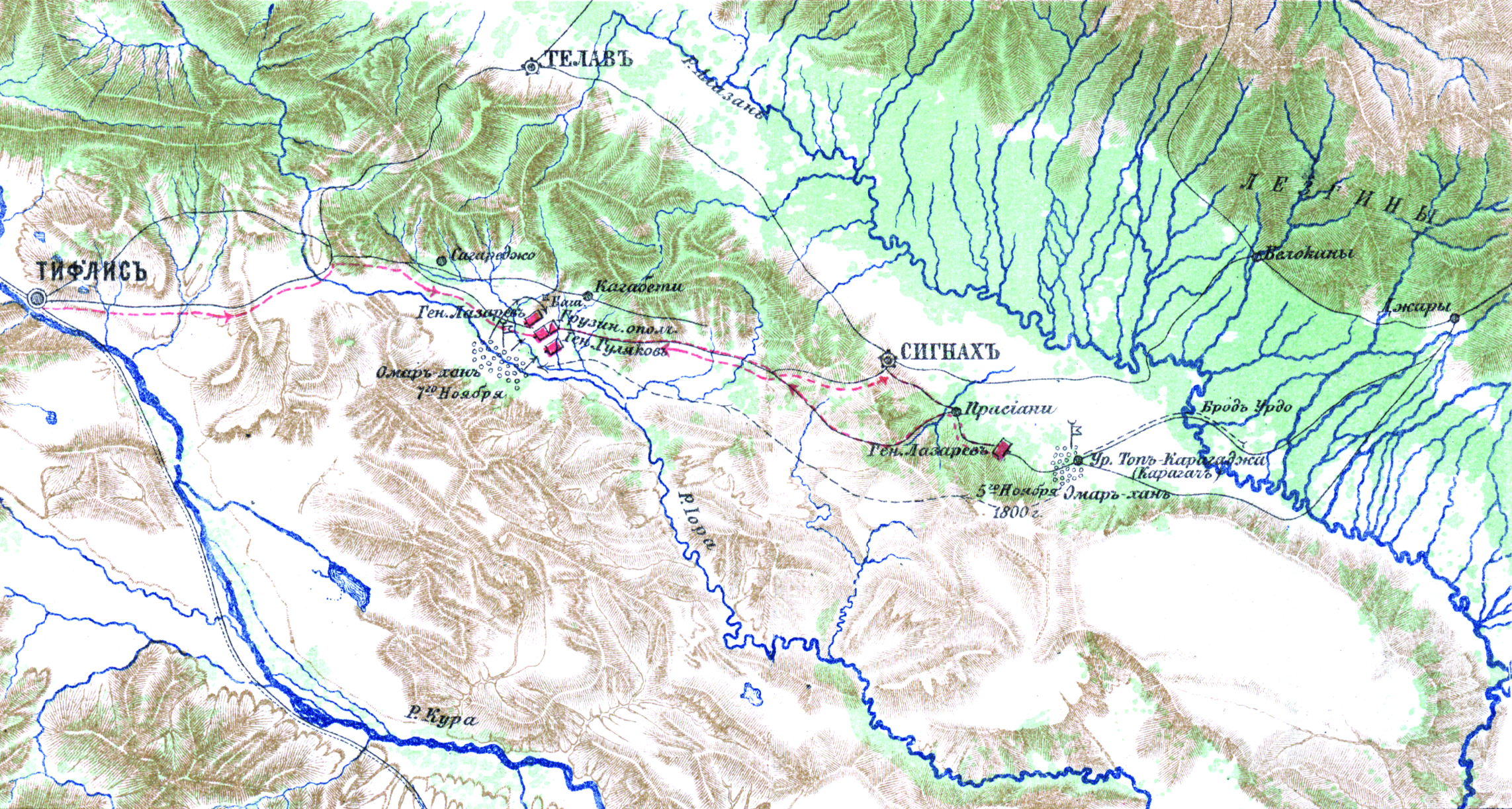
План движения генерал-майора Лазарева против Омар-хана и сражение на р. Иоре 7 ноября 1800 года.

В середине октября Умма-хан послал грузинскому царевичу Давиду письмо, в котором причиной своих «неприязненных» действий против Грузии называл неуплату Георгием полагающейся ему дани.
По получении первых известий о движении Умма-хана, Георгий послал на Кахетинскую границу в Сигнахи (85 вёрст от Тифлиса) своих сыновей Иоанна и Баграта с 2 тыс. войском «лучших между грузинами». Там же царевичи принялись собирать местное ополчение. Сам Лазарев, впрочем, поначалу не придавал особого значения движению Умма-хана, полагая, что последний ещё не знал об отступлении персидских войск и о прибытии в Тифлис на подкрепление егерскому мушкетёрского полка. Но вскоре, получив сведения о планах Умма-хана, Лазарев и Гуляков, каждый с батальоном от своего полка и казачьей командой (1224 чел. с 4 орудиями) 28 октября (9 ноября) выступили ему на встречу. Остальные части под руководством полковника П. М. Карягина были оставлены в Тифлисе, для поддержания порядка и предотвращения «внутренних угроз» в самой столице. 31 октября (12 ноября) Умма-хан переправился на левый берег р. Алазань при броде Урдо и расположился со своим войском на равнине близ урочища Топ-Карагач (16 вёрст от Сигнахи). На следующий день в Сигнахи прибыл русский отряд. К тому времени под началом Баграта там уже находилось 3 тыс. грузинских войск, которое продолжало пополняться вновь прибывающим ополчением.
В тот день Лазарев послал Умма-хану письмо с настоятельным советом покинуть пределы Грузии, которая находилась под защитой России, указывая при этом на то, что действия «высокостепенного хана» не сопоставимы с его же просьбой о покровительстве России, которое ему уже было обещано императором. Умма-хан ответил Лазареву, что он не желает иметь никакой «неприязненности» к России, «кроме единого дружества», но приняв у себя царевича Александра, по долгу гостеприимства считает необходимым оказать ему помощь. Также Умма-хан отмечал, что будет искренне рад, если Александр примирится со своим старшим братом Георгием. Тогда Лазарев обратился к Александру с просьбой и советом вернуться в Тифлис и примириться с братом, со своей стороны обещая полное тому содействие. Александр, однако оставался непреклонным.
4 (16) ноября русско-грузинское войско двинулось дальше и, дойдя до деревушки Прасиани, встало на бивак. На следующий день, Лазарев решил атаковать неприятеля и приблизился к нему на расстояние 6 вёрст. Перед атакой он вновь обратился к Умма-хану с требованием, во избежание кровопролития, в течение суток покинуть пределы Грузии. Парламентёру (грузинской службы капитану Калантарову) было предписано не более как через 3 часа вернуться с ответом, но он был задержан в лагере Умма-хана. Последний между тем, дав своим войскам указание избегать прямого столкновения с русским отрядом, в ночь на 6 (18) ноября обошёл его лагерь и двинулся в сторону Сагареджо. Утром без определённых результатов вернулся парламентёр, а грузинские конные пикеты известили о движении горцев. Русско-грузинское войско тотчас снялось с бивака и двинулось в обратном направлении по уже пройдённому пути параллельно войску Умма-хана с целью ударить ему во фланг и заставить принять бой. Чтобы миновать трудно проходимую местность, обоз, выстроенный вагенбургом под прикрытием 100 егерей и мушкетёров с 2 офицерами, был оставлен близ Прасиани. К вечеру русско-грузинское войско вышло на пространную долину, и остановилось на ночлег в удобном месте с водным источником, а войско Умма-хана тем временем расположилось вдоль опушки леса близ деревни Какабети на правом берегу реки Иори.

## Место битвы
Место битвы представляло собой открытую равнину. К югу от него протекала река Иори, с запада пролегала канава. К северу от равнины находились невысокие горы, простирающиеся к Телави, а к востоку ― горные ручьи, стекающие с Телавских высот в Иори. Сама местность, на которой произошла битва, носит название ― Ниахура (или ― Ниахурское поле).

## Силы сторон

### Русско-грузинские
Русские
Общая численность русского отряда, выступившего 28 октября (9 ноября) на встречу войску Умма-хана составляла 1224 человека (включая 129 нестроевых) с 4 орудиями.
| подразделения                         | офиц. | унт.-оф. | ряд. | муз. | нестр. | итого: |
| ------------------------------------- | ----- | -------- | ---- | ---- | ------ | ------ |
| Батальон егерского Лазарева полка     | 21    | 38       | 320  | 11   | 46     | 436    |
| Батальон мушкетёрского Гулякова полка | 21    | 35       | 515  | 22   | 62     | 655    |
| Артиллерийская команда (4 орудия)     | 2     | 8        | 40   |      | 21     | 71     |
| Казачьи команды                       |       | 2        | 60   |      |        | 62     |
| Итого:                                | 44    | 83       | 935  | 33   | 129    | 1224   |

Некоторые источники округляют численность русского отряда до 1200 человек.
Из общего числа 102 человека (по 10 человек с каждой егерских и мушкетёрских рот с 2 офицерами) были оставлены для охраны обоза в Прасиани и участие в битве не принимали.
Грузинские
Точная численность грузинских сил осталась неизвестной. В разных источниках она варьируется от 3 до 10 тысяч человек. Известно, что ко 2 (19) ноября при царевиче Баграте находилось до 3 тысяч пеших и конных. Позже у обоих царевичей (Баграта и Иоанна) насчитывалось уже 4 тысячи человек. В дальнейшем грузинское войско пополнялось наспех собираемым ополчением, которое к моменту битвы могло доходить до 10 тысяч человек.
Однако значительное число грузинских ополченцев в живой силе не давало соответствующего преимущества, так как большая часть из них не имела не только огнестрельного, но и эффективного холодного оружия. На 10 человек у них приходилось по 2 ружья, а остальные были вооружены «чем попало», большая часть из которых имела только кизиловые обожжённые «палки».
Грузинское войско имело также 2 орудия.

### Дагестано-грузинские
Точная численность войск Умма-хана аварского на момент битвы (или принявших участие в битве) осталась неизвестной, и в разных источниках варьируется от 15 до 20 тысяч человек. Это в первую очередь связано с тем, что его войско не было нигде сосредоточено в одном месте, а, испытывая недостаток в провианте и фураже, как правило, было разбросано для их поиска, и в то же время систематически пополнялось.
Известно, что совместно с Умма-ханом в походе принимал участие и оппозиционный царевич Александр (брат Георгия XII) с 2 тысячами грузинской конницы. К Умма-хану аварскому (под его начало) присоединились Али-Султан мехтулинский, его брат Хаджи-Ахмед-хан дженгутайский, Муса-Хаджи аксаевский, кадий Табасарана Кази-мулла, сын Сурхай-хана II казикумухского и другие дагестанские владетели.
Из первоисточников
25 октября (6 ноября) Бодбийско-Сигнахскому митрополиту Иоанну из лагеря Умма-хана было прислано письмо, которое в частности гласило:

…войска Омар-хана день ото дня нарочито умножаются; но так как для лошадей корму нет в запасе, то все они расположены разсеяно, а потому и числа их в точности узнать не можно; но всего вернее, что конное и пешее воинство прибавляется ежедневно.— Письмо к митрополиту Кизихскому Бодбели из той стороны, где Омар-хан с ополчением своим находится, от 25 октября 1800 г.
1 (13) ноября генерал-майор И. П. Лазарев в своём рапорте генерал-лейтенанту К. Ф. Кноррингу сообщал, что число войск Умма-хана «по слухам» простирается от 7 до 8 тысяч человек. На следующий день после битвы (то есть 8 [20] ноября) Лазарев писал, что «по последним слухам» войско Умма-хана простиралось до 12 тысяч В подробном рапорте от 14 (26) ноября он сообщал, что общее число войск Умма-хана и его союзников было «…по последней мере тысяч до 15-ти».
17 (29) ноября Георгий XII писал императору Павлу, что Умма-хан вторгся в их владения с 20-тысячным войском.
Мирза Адигезаль-бек, находившийся в то время в Тифлисе, также сообщал, что у Умма-хана было 20-тысячное войско.
Позднейшие исследования
| Данные о численности   | Данные о численности | Данные о численности                                                          |
| источник               | год                  | численность                                                                   |
| ---------------------- | -------------------- | ----------------------------------------------------------------------------- |
| Зубов П. П.            | 1835                 | 18 тыс. дагестанцев и 2 тыс. грузин                                           |
| «Кавказский календарь» | 1851                 | 20 тыс.                                                                       |
| «ВЭЛ»                  | 1854                 | до 18 тыс.                                                                    |
| Бутков П. Г.           | 1869                 | до 15 тыс. (за Алазанью)                                                      |
| Шабанов Д. Ф.          | 1871, 1875           | 15 тыс.                                                                       |
| Дубровин Н. Ф.         | 1886                 | 15 тыс. (в Караагаче)                                                         |
| Соханская Е.           | 1871                 | 20 тыс.                                                                       |
| Потто В. А.            | 1887                 | 20 тыс. (приближалось к границе), 15 тыс. (участвовало в битве)               |
| «ЭВМН»                 | 1888                 | до 15 тыс. (преимущественно конницы)                                          |
| Wardrop J. O.          | 1888                 | 12 тыс.                                                                       |
| Лацинский А. С.        | 1891                 | до 20 тыс.                                                                    |
| Бобровский П. О.       | 1893, 1901           | 15 тыс. (1 ноября, в Караагаче), 20 тыс. (вторглось, цитирование Георгия XII) |
| «ИОКВ»                 | 1899                 | 15 тыс. (в октябре, за Алазанью), 20 тыс. (вторглось)                         |
| Эсадзе Б. С.           | 1899                 | 20 тыс.                                                                       |
| Алиханов-Аварский М.   |                      | 20 тыс.                                                                       |
| Каффка А.              | 1902                 | 15 тыс.                                                                       |
| «ПВУРВК»               | 1906                 | 20 тыс.                                                                       |
| Baddeley J. F.         | 1908                 | 15 тыс.                                                                       |
| «СШ»                   | 1910                 | 15 тыс. (вторглось)                                                           |
| «ВЭС»                  | 1913                 | до 15 тыс. (преимущественно конницы)                                          |
| Попов К. С.            | 1931                 | 15 тыс. (1 ноября, за Алазанью)                                               |
| Брегвадзе А. И.        | 1983                 | 15 тыс.                                                                       |
| Кортуа Н. М.           | 1989                 | 18 тыс. дагестанцев и 2 тыс. грузин                                           |
| «РВС»                  | 1994                 | 15 тыс.                                                                       |
| Харитонов И.           | 2000                 | до 15 тыс.                                                                    |
| Ватейшвили Д. Л.       | 2003                 | 20 тыс.                                                                       |
| Шефов Н. А.            | 2006                 | 15 тыс.                                                                       |
| Широкорад А. Б.        | 2009                 | 20 тыс.                                                                       |
| Гасаналиев М. М.       | 2012                 | выступило 11 тыс.                                                             |
| Кидирниязов Д. С.      | 2013                 | до 15 тыс. (в конце августа подошло к реке Алазани)                           |
| Рунов В. А.            | 2013                 | 20 тыс.                                                                       |

## Битва

### Сближение войск
7 (19) ноября часа за 3 до рассвета русско-грузинское войско снялось с бивака и, пройдя форсированным маршем 15 вёрст, остановилось на кратковременный отдых. Продолжив своё движение, через час оно вышло в открытую степь по левую сторону реки Иори, откуда было видно войско Умма-хана, шедшее по противоположной стороне реки. В течение 2 часов оба войска шли параллельно друг другу, сближаясь на расстояние до 2 вёрст. Дойдя до селения Какабети, войско Умма-хана расположилось вдоль леса на бивак. Часть его конницы разошлась для занятия близлежащих селений с целью добычи провианта и фуража.
Тем временем оба русских батальона двумя колоннами свернули с дороги в сторону Иори и, ускорив шаг, двинулись на сближение с неприятелем. Правую колонну (фланг) составлял батальон егерского Лазарева полка, левую ― батальон мушкетёрского Гулякова полка. В центре за двумя русскими колоннами шли грузинские пехота и кавалерия царевичей Иоанна и Баграта (впереди ― кавалерия, позади ― плохо вооружённое пешее ополчение). В каждой из трёх колонн находились по 2 орудия.

### Военный совет и атака дагестанских горцев
Существует мнение, что атаку горцев (вопреки запрету Умма-хана) спровоцировала, открывшая по ним огонь с левого берега Иори, грузинская конница. О задаче грузинских конных пикетов, следовавших до того по пятам дагестанцев, принудить их принять бой упоминал в своём рапорте и генерал Лазарев ― «…некоторые из грузинских отборных наездников, догоняя непроворных позади тянувшихся неприятельских всадников, срубали им головы, стараясь опрокинуть его назад; но в сем последнем не успели, ибо неприятель стремился вперёд очень поспешно». О том, что дагестанские войска вступили в сражение самовольно писал и Х. Геничутлинский.
Находившийся в то время при царевиче Александре в стане Умма-хана дворянин Е. Турманидзе, в дальнейшем на допросе показал, что на военном совете было принято решение отложить атаку до утра и начать её на рассвете. Однако все рядовые горцы, по словам Турманидзе, «закричали, чтобы атаковать тот же час, что и исполнили».
По словам М. Адигезаль-бека, на том совете «некоторые военачальники лезгин говорили, что утреннее худо лучше вечернего блага, лучше с утра приступить к бою», но Умма-хан и другие военачальники настояли на том, чтобы атаковать неприятеля «сейчас же». Сразу после этого
Умма-хан части своего войска приказал окружить, подобно камень перстня, с четырёх сторон воинов генерала и, взяв всех их в плен, вернуться к нему <…>. Дагестанские войска, во исполнение приказа своего командующего ринулись в бой.— Мирза Адигезаль-бек. Карабаг-наме 

### Сражение
На краю отлогого косогора, вдоль которого шла колонна Гулякова, находилась ветхая башня и засевший в ней «лезгин» сигнальным выстрелом убил рядового мушкетёра. Оба русских батальона тут же построились в каре и продолжили своё движение в сторону реки в боевом строю. Тем временем горцы начали спешно собираться у берега Иори. Туда же принялись стягиваться и их отдельные отряды, высланные для занятия близлежащих селений. Собравшись воедино, дагестанская конница начала стремительно переправляться на левый берег, чтобы атаковать неприятеля.
Русская артиллерия произвела залп, но по сообщению Лазарева «первые приёмы хотя для ушей неприятельских причинили довольно заботы, однако не произвели в нём приметной перемены, вероятно потому, что в самую их толпу ещё не доставали». Дагестанская конница, переправившись на левый берег, атаковала с двух сторон егерский батальон. Из его каре был открыт штуцерный (ружейный) и картечный (артиллерийский) огонь по неприятелю. Последний, понеся первые потери, отхлынул от него и тут же устремился на грузинскую колонну. Однако и здесь дагестанская конница была встречена: с фронта ― картечным огнём из грузинских орудий и с фланга ― картечным и беглым штуцерным огнём егерского батальона. Вторично потерпев неудачу, часть конницы Умма-хана обошла неприятельские колонны и стала собираться близ оставшейся у последних в тылу ветхой башни, из которой ещё до начала битвы сигнальным выстрелом был убит мушкетёр.
Переправившаяся к тому времени на левый берег Иори часть дагестанской пехоты, также устремилась на каре егерского батальона, открыв по нему ещё с дальней дистанции ружейный огонь. Однако стрельба горцев из гладкоствольных ружей с того расстояния не была эффективна и не причинила егерям, фактически, никакого вреда. В то же время от залпового огня последних из нарезных ружей их пехота понесла значительный урон в убитых и раненых, после чего была обращена в беспорядочное бегство.
Особо активно действовал мушкетёрский батальон Гулякова. Отразив все атаки противника и стремительно продвигаясь вперёд в сторону наибольшего его скопления (как пехоты, так и конницы), он беспрерывными артиллерийскими и ружейными залпами, а также, перейдя лежащий на пути ров, ударами «в штыки, наносил везде неприятелю страшное поражение и кровопролитие, …устлав трупами онаго большое пространство». При этом поручик Новицкий, находясь в первых рядах среди атакующих «охотников», сумел захватить одно из неприятельских знамён, лично заколов знаменосца. По словам М. Адигезаль-бека
Одежда на русских солдатах кровью дагестанских воинов [окрасилась] в алый цвет. Они не могли устоять перед русскими. Их ноги переставали служить им. Лезгины, не выдержав натиска, обратились в бегство.— Мирза Адигезаль-бек. Карабаг-наме 
Тем временем по собиравшейся у ветхой башни дагестанской коннице из каре Лазарева был произведён артиллерийский залп, приведший в некое замешательство первых, которые начали передвигаться «взад и вперёд без всякой цели». Находившийся там Умма-хан, всё же сумел навести в своём конном войске порядок и повёл его для нанесения удара в тыл грузинской колонны, атакуя её левый фланг где находилось, большей частью не имевшее огнестрельного оружия, пешее грузинское ополчение. Стремительной атакой дагестанская конница опрокинула грузинскую пехоту и обратила её в бегство. Примыкавший до того к левому флангу грузинской колонны мушкетёрский батальон находился в то время уже близ самой реки Иори, доходя до неё «не более шагов 50». Увидев стремительно несущуюся на грузинское ополчение конницу Умма-хана, Гуляков тут же повернул свой батальон и, обратно перейдя ров, устремился против неприятеля. После произведённого его батальоном залпа дагестанская конница отхлынула от грузинской пехоты. Окончательный удар по войску Умма-хана нанесла грузинская кавалерия под началом царевича Иоанна, обратив его в беспорядочное бегство.
Не имея возможности на обратном пути миновать егерское каре Лазарева, дагестанская конница вновь подверглась артиллерийскому и ружейному огню, неся при этом очередные потери. Умма-хан и его военачальники всячески старались остановить бегство своих воинов и продолжить атаку на противника, но не имели в том успеха. Горцы спешили укрыться в ближайших ущельях. Грузинская кавалерия некоторое расстояние преследовала бегущего неприятеля, с особым ожесточением истребляя даже раненых. С наступлением темноты Лазарев приказал барабанщикам бить отбой и в обоих каре раздалось «победоносное „Ура!“».

### Повествование Х. Геничутлинского
На основе устных или письменных источников местного происхождения несколько иначе описывал битву аварский учёный-богослов Х. Геничутлинский. По его словам
Мусульманские войска, вступившие в сражение без разрешения своего владыки Ума-хана и его знаменитого визиря Алискандар-бека, пошли в атаку. Русские войска начали, было быстро отступать. Эти неверные, среди которых было к тому времени уже множество убитых, попали в очень тяжёлое безвыходное положение. Отступающим русским преградили путь дагестанские герои и отряд грузинских кавалеристов. Увидев, что бежать теперь некуда, убедившись, что их ждёт неминуемое уничтожение, русские укрылись в одном подходящем месте, и решили сражаться до тех пор, пока у них будут силы и возможности. Вот тогда-то они и стали воевать как свирепые львы. В результате мусульманские войска потерпели поражение.— Хайдарбек Геничутлинский. Ума-хан нуцал великий 

### После битвы
В связи с тем, что русско-грузинское войско, поднятое ещё до рассвета и проделавшее в тот день многокилометровый марш, было измотано ещё и 3,5-часовым сражением, Лазаревым было принято решение заночевать на месте битвы. В своём рапорте Кноррингу, Лазарев так передавал «картину», открывшуюся утром следующего дня глазам победителей:
Камыши, кустарники и рвы были наполнены трупами, меж которыми <…> слышны были стоны от ран впоследние воздыхающих, а в другом месте рделась <…> трава, кровью обагрённая и многие иные следы страдания человечества.— Рапорт ген.-м. Лазарева ген.-л. Кноррингу, от 14 ноября 1800 года, за № 68

## Потери

### Русско-грузинские
Русские
Потери с русской стороны оказались незначительными и составляли 3 человека.
В егерском полку:
- 1 офицер контужен в ногу

В мушкетёрском полку:
- 1 рядовой убит
- 1 рядовой легкораненый

Кроме того, ранено было 7 подъёмных и артиллерийских лошадей.
По словам Х. Геничутлинского (вторая половина XIX века), у русских было «множество убитых».
Израсходовано боеприпасов
Патронов:
- ружейных ― 13 031 патрон.
- штуцерных ― 9006 патронов.

Артиллерийских зарядов:
| орудия                 | орудия | заряды | заряды  | заряды  | заряды |
| тип                    | число  | ядра   | гранаты | картечь | итого  |
| 3-фунтовые             | 2      | 50     | —       | 20      | 70     |
| 8-фунтовые (единороги) | 2      | 10     | 20      | 25      | 55     |
| итого:                 | итого: | 60     | 20      | 45      | 125    |

Грузинские
Георгий XII в своём письме К. Ф. Кноррингу писал, что кроме 1 солдата (русского) и 12 грузин (горских жителей), убитых нет. П. Г. Бутков сообщал, что урон грузинских войск остался неизвестным.

### Дагестано-грузинские
Потери горцев по разным оценкам составляли от 1500 до 2000 убитыми или убитыми и ранеными. На следующий день после битвы (8 [20] ноября) Лазарев в своём рапорте Кноррингу сообщал, что неприятель оставил на месте битвы одними убитыми до 1500 человек. В подробном рапорте от 14 (26) ноября Лазарев уже сообщал:

По последнему исчислению оказалось, что неприятель претерпел урону одними убитыми до двух тысяч; ибо, следуя далее в ту сторону, куда бежал неприятель, найдено ещё множество погибших от ран тел.— Рапорт ген.-м. Лазарева ген.-л. Кноррингу, 14 ноября 1800 г., № 68
В «Тифлисских ведомостях» (1828) сообщалось, что

…лезгины потерпели страшное поражение, полторы тысячи человек убитыми и ранеными найдено на месте сражения, до пятисот тел устилали путь, по коему спасался побеждённый неприятель.— «Тифлисские ведомости», 1828, № 1―2
| Данные о потерях  | Данные о потерях | Данные о потерях                   |
| источник          | год              | потери                             |
| ----------------- | ---------------- | ---------------------------------- |
| «ТФ»              | 1828             | до 2000                            |
| Зубов П. П.       | 1835             | 1500 убитых и раненых              |
| «ВЭЛ»             | 1854             | 1500 (пали на месте битвы)         |
| Бутков П. Г.      | 1869             | свыше 1500 убитых                  |
| Шабанов Д. Ф.     | 1871             | до 2000                            |
| Дубровин Н. Ф.    | 1886             | до 2000 убитых и раненых           |
| Потто В. А.       | 1887             | свыше 2000                         |
| «ЭВМН»            | 1888             | 2000 убитых и раненых              |
| Бобровский П. О.  | 1893, 1901       | 2000                               |
| «ИОКВ»            | 1899             | до 2000 убитых и раненых           |
| Красницкий А. И.  | 1904             | до 2000 убитых и раненых           |
| Baddeley J. F.    | 1908             | 1500 убитых                        |
| «СШ»              | 1910             | около 2000 убитых и раненых        |
| «ВЭС»             | 1913             | до 2000 убитых                     |
| Попов К. С.       | 1931             | до 2000                            |
| Lang D. M.        | 1957             | 1500 убитых                        |
| Ватейшвили Д. Л.  | 1973, 2003       | 2000 убитых и раненых              |
| «РВС»             | 1994             | до 2000                            |
| Харитонов И.      | 2000             | более 2000 убитых и тяжело раненых |
| Bournoutian G. A. | 2004             | 2000                               |
| Шефов Н. А.       | 2006             | 2000                               |
| Алиев Б. Г.       | 2006             | 1500 убитых                        |
| Гасаналиев М. М.  | 2012             | 1500 убитых и раненых              |

В плен было взято 4 человека, при чём пленены они были только на следующий день после битвы. Столь малое число пленных по отношению к погибшим объясняется тем, что грузины в той битве не давали пощады даже раненым.
Сам Умма-хан в том сражении получил тяжёлое ранение в бедро «так что оная внутри к животу в нём осталась». Ранение получил и царевич Александр. Также «были повержены грузинами к ногам русского начальника» 3 головы крупных дагестанских старшин, среди которых некие Искандер и «богатырь» из Дженгутая. По сообщению Х. Геничутлинского, в той битве погиб «хорошо известный народу» военачальник Гушу хунзахский.
Захвачено было 11 знамён (1 ― поручиком мушкетёрского полка и 10 ― захвачено или подобрано грузинами).

## Награды
Мушкетёрскому генерал-майора Гулякова полку императором Павлом были пожалованы Мальтийские знамёна с надписью: «За взятіе у Аварскихъ войскъ знамени, при рѣкѣ Iорѣ 7-го Ноября 1800 года».
Генерал-майорам И. П. Лазареву и В. С. Гулякову, царевичам Иоанну и Баграту, а также ещё 6 офицерам были пожалованы командорские кресты ордена Св. Иоанна Иерусалимского. 21 офицер был награждён кавалерским крестом и 4 ― донатами того же ордена. Все нижние чины, принимавшие участие в битве, получили по серебряному рублю на человека.

## Последствия
12 (24) ноября русско-грузинское войско вернулось в Тифлис. Георгий XII в сопровождении духовенства и знатных лиц встретил «победителей» за несколько вёрст от столицы и, сойдя с богато убранного коня, настоятельно передал его в подарок Лазареву, а сам направился в Тифлис пешком. Въезд в город Лазарева, по выражению Д. Ф. Шабанова, ― «имел вид триумфального шествия».
Умма-хан, после поражения на реке Иори, направился в Джары и далее в Белоканы, а царевич Александр в Шушу. Получив об этом сведения, Лазарев, из опасения, что первый совместно с джаро-белоканцами может повторить набег, направил в Сигнахскую цитадель 3 роты егерей с орудием, а в 15 вёрстах от неё на пути к Тифлису расположил роту мушкетёр с орудием. Также для своевременной передачи сообщений им была учреждена летучая почта. Однако войско Умма-хана разошлось по домам или по разным селениям в поисках продовольствия. Впрочем, Умма-хан действительно поначалу планировал с новыми силами (включая джаро-белоканцев) повторить набег на Грузию, предварительно «вытребовав» у Джавад-хана гянджинского войско и пушки, однако последний ещё незадолго до того под Гянджой разгромил отряд горцев, шедших для добычи продовольствия (Джавад-хану было доставлено 104 неприятельских голов и 30 пленных, остальные бежали). Кроме того, против Умма-хана (вкупе с Джавад-ханом) ополчились Мустафа-хан ширванский и Мухаммед Хасан-хан шекинский. Последний также призывал вступить в их коалицию и Георгия XII, предлагая совместными силами окружить и окончательно добить неприятеля, «коего победивши так, никто уже из лезгинцев не осмелится сюда приходить». В такой обстановке повторное вторжение Умма-хана в Грузию было исключено.
Поражение Умма-хана аварского произвело также сильное впечатление и на Фетх-Али-шаха, который вскоре после этого отозвал персидские войска с Кавказа. Генеральный консул в Персии М. Д. Скибиневский рапортовал Кноррингу, что Фетх-Али-шах, узнав о победе русских в Грузии над Умма-ханом, отказался от намерений идти на неё и обратился против Хорасана.
Раздоры же и интриги между Багратионами (претендентами на престол) продолжались, и Георгий XII единственным выходом для спасения Грузии видел присоединение её к России. По донесению графа А. А. Мусин-Пушкина, «первейшие князья и вельможи грузинские» высказывали ему мнение о том, что Грузия не сможет долго существовать в управление «ныне царствующей фамилии», и если она хотя бы лишится надежды вступить под покровительство России, то несомненно должна будет «перейти во владычество или персиян, или турок, или быть разорённой хищными горцами».
22 декабря 1800 года (3 января 1801) в Петербурге был подписан манифест о присоединении Грузии к России, а 28 декабря 1800 года (9 января 1801) скончался Георгий XII (последний царь Грузии).

## Значение
Следствием победы на Иори было приобретение Россией огромной популярности в Грузии, выявление её военной мощи в Кавказском крае и значение её покровительства. Эти аспекты особенно были важны для русских частей в Закавказье, которым в виду своей малочисленности было крайне затруднительно там удержаться.
Также, как отмечалось в ряде источников, та битва даже примечательна не своим ожесточением, так как потери со стороны русских в ней были незначительны, а решимостью русских военачальников, отважившихся с малочисленным отрядом выступить против «огромного скопища лезгин, славившихся своею необычайною храбростью». Мирза Адигезаль-бек относительно всего этого писал:
Тогда и я сам был в Дар-ус-суруре [Тифлисе]. <…> Вера населения Гюрджистана [Грузии] и прочих людей в смелость и отвагу русских победоносных войск сильно возросла, ибо [это] было одним из редких и трудноразрешимых дел. После этого слава и доблесть генерала и его победоносных войск попала на уста народа. Действительно, [слава] о неподдающейся описанию храбрости генерала распространилась на весь Кавказ. Перо не в состоянии описать подобную отвагу.— Мирза Адигезаль-бек. Карабаг-наме 
В целом же, благодаря прибытию в Грузию Егерского полка, и следом мушкетёрского, в 1800 году она избежала трёх основных опасностей: междоусобицы, вторжений персидских войск и горцев Дагестана. Также считается, что именно с прибытием в Грузию Егерского полка началось прочное водворение России в Закавказье и по выражению П. О. Бобровского, «первым внушительным толчком к тому была Иорская победа». По оценке ряда исследователей с того времени также начался новый период в истории Кавказа. По выражению А. Л. Зиссермана,
Гуляков, Лазарев, Кабардинский и Эриванский полки ― это первые камни того фундамента, на котором построилась вся вековая слава геройской кавказской армии.— А. Л. Зиссерман. История 80-го пехотного Кабардинского полка 
Результат Иорского сражения произвёл на солдат «выгодное нравственное влияние» в том плане, что вселил в них уверенность в возможности малым числом побеждать многократно численно превосходящего неприятеля. Как отмечал А. И. Красницкий, ― «В русских воинов <…> вселилась полная уверенность в своей непобедимости».

## Память

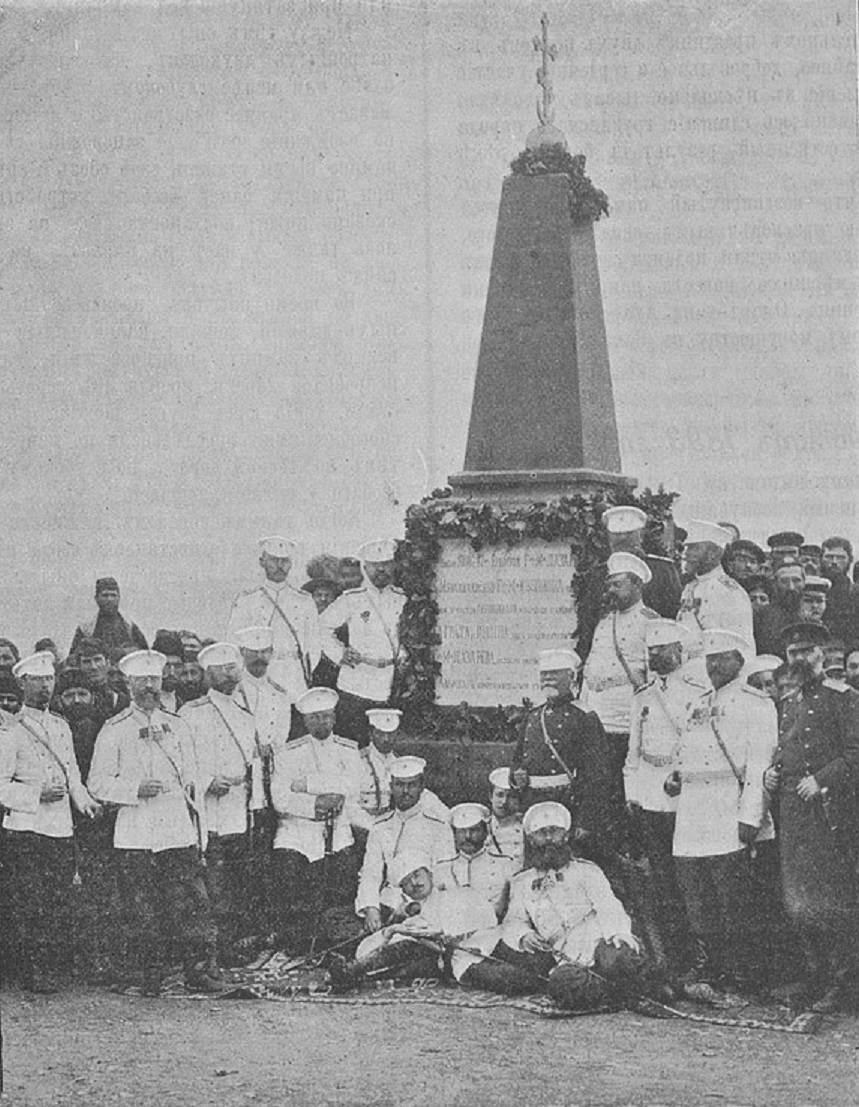
Памятник в честь битвы на Иори.

- В 1901 году на одном из холмов на равнине близ реки Иори и селения Какабети по инициативе офицеров Эриванского и Кабардинского полков, в честь битвы был установлен памятник. Командующий Кавказского военного округа генерал от инфантерии князь Г. С. Голицын, узнав о данном проекте, не только одобрил, но и оказал большую финансовую поддержку. Освящение памятника состоялось 1 (14) октября 1901 года[162][163][164].